# SS Delhi
SS Delhi fue un barco de vapor de la Peninsular & Orient Line (P&O) que se perdió frente al cabo Espartel, al norte de Marruecos, en la entrada del Estrecho de Gibraltar, el 12 de diciembre de 1911. Entre los pasajeros se encontraba Alejandro Duff, primer duque de Fife, cuya posterior muerte en Egipto se atribuyó a problemas de salud causados durante el naufragio, y su familia, la Princesa Real y sus hijas, las princesas Alexandra y Maud.

## Características
Delhi era un barco moderno, construido en 1905-1906 por Caird & Company, de Greenock, uno de una clase de cuatro barcos (Delta, Evanha y Dongola). Medía 8.090 toneladas de registro bruto y tenía una capacidad para 163 pasajeros de primera clase y 80 de segunda clase.

## Hundimiento
El barco, que transportaba un centenar de pasajeros, encalló en medio de la niebla y el mar embravecido y sus botes salvavidas quedaron destrozados. La encalladura se produjo a la 1 de la madrugada del 13 de diciembre de 1911, dos millas al sur del cabo Espartel. Además de la lista completa de pasajeros, el barco transportaba carga valorada en aproximadamente un millón de libras esterlinas. Tres buques de guerra, el crucero francés Friant y más tarde el acorazado británico HMS London y el crucero HMS Duke of Edinburgh respondieron a las llamadas de socorro del Delhi, realizadas por radio. Los barcos británicos tardaron en responder debido a una orden de que la estación naval de Gibraltar no se diera cuenta del tráfico de mensajes comerciales y el Friant fue el primero en responder. El barco de rescate de Gibraltar también ayudó, con el capitán del puerto, el comandante William Niles como timonel voluntario (Niles había tenido experiencia previa como timonel en el barco de rescate Cardigan).
Con las olas rompiendo sobre las cubiertas del barco varado, los barcos de los buques de guerra transportaron a los supervivientes a la costa o a los buques de guerra, tardando cinco días en completar el rescate. El mal tiempo dificultó el rescate y al menos un barco británico zozobró y el barco de rescate de Gibraltar se hundió y quedó medio lleno de agua; Tres marineros franceses se perdieron en otro intento de rescate.
El 23 de febrero de 1912, la investigación de la Junta de Comercio descubrió que el barco no había sido navegado correctamente y que las cartas proporcionadas estaban cinco años desactualizadas y las direcciones de navegación diez años desactualizadas y la culpa era del capitán. Se determinó que la causa principal fue el exceso de confianza del capitán en una posición de estima a las 11:30 pm y una alteración del rumbo basada en esa posición justo antes del varamiento de la 1:00 am sin realizar sondeos. La junta, con respecto al largo servicio y desempeño del capitán durante el rescate, no se refirió a su certificado pero sí exoneró al cuarto oficial y expresó su agradecimiento a la tripulación del Friant. Anteriormente, el presidente de P&O había escrito una carta de agradecimiento a la Armada francesa por el servicio de la tripulación del buque de guerra francés y había contribuido con £500 a un fondo para las familias de los tres hombres de ese barco perdidos en el rescate.
Se otorgaron varios premios de la Medalla de la Junta de Comercio por salvar vidas en el mar, en plata, incluido Max Horton, quien más tarde comandó los Accesos Occidentales durante la Segunda Guerra Mundial, el comandante William Niles, el contraalmirante Sir Christopher George Francis Maurice Cradock, KCVO, CB y el teniente Noel Corbett de Londres (quien también recibió la medalla de plata de la Royal Humane Society por el rescate de un marinero arrastrado por la borda durante los esfuerzos de rescate).